# Foire aux châts
La foire aux châts est une foire française annuelle qui se déroule à Jargeau dans le département du Loiret et la région Centre-Val de Loire.
Le terme « châts », traditionnellement utilisé dans la région, doit être entendu comme le diminutif de châtaignes ; la fête est d'ailleurs parfois désignée sous l'appellation de « Grande foire aux châtaignes ».
Il s'agit de la plus ancienne des manifestations gergoliennes, ses origines remontant au XIIe siècle.

## Présentation
La manifestation est instaurée vers 1154 par l'évêque d'Orléans Manassès de Garlande afin de commémorer la translation des reliques de Saint-Vrain dans le village. Elle se déroule à l'origine chaque 17 novembre.
En 1872, la foire aux châts fait l'objet d'un sonnet dans un ouvrage de René Agnès.
La forme moderne de la manifestation ne revêt plus de caractère religieux ; elle est organisée par la confrérie des chevaliers du goûte-andouille.